# Régions naturelles du Nouveau-Brunswick
Le Nouveau-Brunswick compte plusieurs régions naturelles ou pays. Elles sont d'étendue souvent limitée (quelques dizaines de kilomètres) avec soit des caractères physiques homogènes (géomorphologie, géologie, climat, sols, ressources en eau…) soit une occupation humaine également homogène (perception et gestion de terroirs spécifiques, développement de paysages et d'une identité culturelle propres) ou encore possédant les deux aspects.

## Héritage historique
À la fin du XVIIe siècle, le territoire de l'Acadie fut divisé en plusieurs seigneuries. Lorsque les Britanniques envahirent la partie de l'Acadie correspondant au Nouveau-Brunswick, ils divisèrent le territoire en cantons, correspondant dans certains cas aux anciennes seigneuries. À la création de la province, en 1784, le territoire fut divisé en comtés, eux-mêmes subdivisés en paroisses. Peu d'entre eux respectent les limites des pays.

## Situation actuelle
Le mot « pays » est seulement utilisé dans certaines expressions, telles qu'« arrière-pays » ou « pain de pays », tandis que « région naturelle » est peu ou pas utilisé. De nombreux pays ne sont pas vraiment reconnus tandis que certains sont des désignations officielles, tel que la péninsule acadienne. Certaines régions comme la péninsule acadienne ont une identité forte alors que certains y voient des divisions plus petites.

## Liste non exhaustive des régions et sous-régions
Comté d'Albert
- Baie de Fundy
- Collines Calédoniennes
- Trois-Rivières

Comté de Carleton
- Madawaska

Comté de Charlotte
Comté de Gloucester
- Caps
- Chaleurs
- Péninsule acadienne

Comté de Kent
- Pays de Gédaïque
- Pays de Cocagne

Comté de Kings
Comté de Madawaska
- Madawaska

Comté de Northumberland
- Baie du Vin
- Miramichi
- Péninsule acadienne

Comté de Queens
Comté de Restigouche
- Chaleurs
- Hauts Plateaux
- Restigouche

Comté de Saint-Jean
Comté de Sunbury
Comté de Westmorland
- Beaubassin
- Bois de l'Aboujagane
- Cap Maringouin
- Cap Tourmentin
- Collines Calédoniennes
- Pays de Gédaïque
- Pays de Cap-Pelé
- Trois-Rivières

Comté d'York